# 霍成君
霍 成君（かく せいくん）は、前漢の宣帝の2番目の皇后。

## 生涯
執政者の霍光の末娘であり、元平元年（前74年）に宣帝の即位後、成君が入内して皇后に立てられるであろうという観測が主流であったが、宣帝が民間時代の妻である許平君を皇后としたい気持ちを暗に示し、群臣の同意を得て平君を皇后として立てた。しかし成君の母である顕が娘を宣帝の皇后にしようとし、本始3年（前71年）に女医の助けで許皇后を毒殺した。
本始4年（前70年）、霍光により宣帝に入内し、やがて皇后に立てられた。成君は宣帝の寵愛を一身に受け、車馬や服飾は非常に華やかであった。霍氏一族も外戚として権力をふるうことになる。成君は許皇后の旧例に従って上官太皇太后に侍した。上官太皇太后は皇帝の祖母という立場にあったが、霍光の孫で成君の姪であったため、成君を敬い礼遇した。宣帝との夫婦の仲は良好だったが、皇子女を産むことはできなかった。
しかし地節2年（前68年）、霍光が死去すると状況は一変し、宣帝は次第に霍氏一族に疎遠となった。霍光の旧部下である趙広漢は、宣帝の心を知り、長安の吏を動員して成君の兄の霍禹の屋敷を酒の密売容疑で門を斧で破壊して強制捜査した。成君は泣いて宣帝に訴えた。宣帝はそのことを哀れみ、趙広漢を召し出してことを聞いた。翌年に宣帝は許皇后所生の劉奭（後の元帝）を皇太子に立てた。顕は妬み、成君が生んだ子を皇太子としてに立てることを目論みこれに反発、劉奭の暗殺を企てるが失敗した。
同4年（前66年）許皇后暗殺事件が露見したため、霍禹らは謀反を計画し、宣帝の勅命により霍禹は腰斬に処され、顕ら他の一族もみな処刑された。成君も皇太子を謀殺の企みであったという理由で廃位され、上林苑の昭台宮に移り住んだ。
五鳳4年（前54年）、宣帝の命令で云林館に向かわせたが、自殺した。死後は昆吾亭に葬られた。